# سهام أبو غزالة
سهام أبو غزالة (1940-2021) هي مناضلة فلسطينية من مواليد مدينه يافا، انتقلت مع عائلتها إلى مدينة نابلس مع مأساة النكبة الفلسطينية عام 1948. درست الإقتصاد والعلوم السياسية في كلية دار تماوث في الولايات المتحدة الأمريكية عام 1965. نالت درجة البكالوريوس تخصص فلسفة وعلم النفس وعلم الإجتماع من جامعة الكويت عام 1970. عُينت مديرة مساعدة في الدائرة الثقافية في جامعة الكويت من عام (1972–1980)، تطوعت في الإتحاد العام للمراة الفلسطينية كرئيسة للجنة الفلكلورية في الكويت من عام 1975 – 1990. ثم رئيسة اتحاد المراة الفلسطينية في الكويت ورئيسة مركز التراث الفلسطيني في عمان. لقبت بحارسة التراث الفلسطيني.

## حياتها العملية
عملت مستشارة للمعهد الكويتي للإبحاث العلمية عام 1979. بعد إستلامها مهمة رئاسة لجنة التراث في إتحاد المرأة بدأت بتنظيم أول معرض تراثي في بيتها، وبعدها إنتقلت المعارض إلى مقرّ الإتحاد في الكويت، ومن ثم إلى المؤسَّسات والجمعيات الكويتية الصديقة، ولقيت المعارض نجاحاً كبيرا مما مكنها مع زميلاتها للتعريف بالتراث الفلسطيني عبر تنظيم معارض عالمية تخللتها محاضرات ثقافية، في كل من: شيكاغو، وبروكسيل، وجنيف، وروسيا، وسويسرا، وأستراليا، واليونان، ومصر، والجزائر. حرصت لجنة التراث على أن يحتوي كل معرض على التراثي والثقافي والسياسي والإعلامي؛ حيث يجد الزوار المطرَّزات الفلسطينية، والأطباق الشعبية الفلسطينية، والكتب الثقافية والسياسية، والمصنوعات الفلسطينية التقليدية، واللوحات الفنية، والبوسترات التعريفية بالقضية الفلسطينية، والدبكة الفلسطينية، بالإضافة إلى ألعاب فلسطينية للأطفال. واستمرّ تنظيم المعرض سنوياً في الكويت حتى نهاية العام 1989.
بعد عودتها من الكويت إلى الأردن عام 1991، تطوعت في اللجان الثقافية الفلسطينية في الأردن، وأسَّست أبو غزالة مع عدد من النساء الفلسطينيات مركز التراث الفلسطيني، ليكون إمتداداً لفرع الإتحاد العام للمرأة الفلسطينية في الكويت، بدعم من سفارة فلسطين في عمان. وتولت مسؤولية تنظيم عدد من النشاطات الثقافية والفنية محليا ودوليا، و ربطت خيوط الرواية التاريخية الفلسطينية، لتحيكها في كل نشاط وكل معرض. فقد إعتبرت أن المرأة الفلسطينية، وهي تطرِّز ثوبها تسجِّل بفنية عالية تاريخ حياتها ومنطقتها الجغرافية، كما تسجِّل علمها، وطبّها، وفصولها، وأن التطريز الفلسطيني نابع من بيئة فلسطين، زهورها وأشجارها وطيورها وأرضها ومناخها، بحيث شكلت عبر منهجها في العمل سرد التاريخ الفلسطيني والتمسك بالهوية الوطنية.

## حياتها
كرست حياتها في النضال من أجل القضية الوطنية الفلسطينية والحفاظ على التراث الفلسطيني. نشأت في نابلس في بيت علم وثقافة ووطنية، حصلت على شهاده المترك عام 1958، من مدارس مدينة نابلس، تم تزوجت من محمود ابو غزالة، وأنتقلت للعيش معه في دوله الكويت بسبب عمله بعد تخرجه من الجامعه الأمريكيه في بيروت. وهي شقيقة الدكتورة إلهام والشهيدة شادية أبوغزالة، والدكتور المهندس بسام والدكتور حاتم، والمربية الفاضلة هيام والدة الدكتور موسى، وفاتن ووليد وأديب.

## وفاتها
توفيت في دولة الكويت بتاريخ 26 حزيران 2021، ودفنت فيها. نعتها مؤسسة الإبداع الفلسطينية الدولية، ونعتها وزارة الثقافة الفلسطينية في بيان قالت فيه: "إن أبو غزالة كرّست حياتها في جمع التراث الفلسطيني وحافظت عليه من الإندثار، ونظمت العديد من المعارض التراثية، واجتهدت بربط الأجيال المتعاقبة بتراثهم الفلسطيني، وتقدمت الوزارة من عائلة الفقيدة وزملائها بأحر التعازي والمواساة". كما نعاها رئيس وأعضاء الهيئة الإدارية والهيئة العامة لجمعية يوم القدس وهي عضو الهيئة العامة للجمعية والتي قدمت خدمات جليلة للقدس والتراث الفلسطيني.